# 제2대 얼스터 백작 리처드 드 버러
제2대 얼스터 백작과 제3대 코노트 남작 리처드 드 버러(영어: Richard de Burgh, 2nd Earl of Ulster and 3rd Baron of Connaught)는 13세기 말부터 14세기 초 당시에 강력한 아일랜드의 귀족이다. 별명은 적백(영어: The Red Earl), 소리처드(아일랜드어: Richard Óg).
스코틀랜드왕 로버트 1세의 장인이다.